# Cultura villanoviana
La cultura villanoviana (X secolo a.C. - VIII secolo a.C.), o civiltà villanoviana o villanoviano, è una facies della prima età del Ferro, le cui origini vanno ricercate nella cultura protovillanoviana, e rappresenta la fase più antica della civiltà etrusca.
Il nome deriva dalla località di Villanova, frazione del comune di Castenaso nella città metropolitana di Bologna dove, fra il 1853 e il 1855, Giovanni Gozzadini (1810–1887) ritrovò fortuitamente i resti di una necropoli, portando alla luce 193 tombe, di cui 179 a incinerazione e 14 a inumazione. Ad attestare la presenza del Villanoviano nel territorio di Villanova di Castenaso, dal 2009 esiste il MUV - Museo della civiltà Villanoviana.

## Storia
(Gilda Bartoloni, la cultura villanoviana in "Enciclopedia dell'Arte Antica", Treccani, Roma 1997.)

La cultura villanoviana nel contesto della diffusione di incinerazione e inumazione nell'Italia dell'età del Ferro

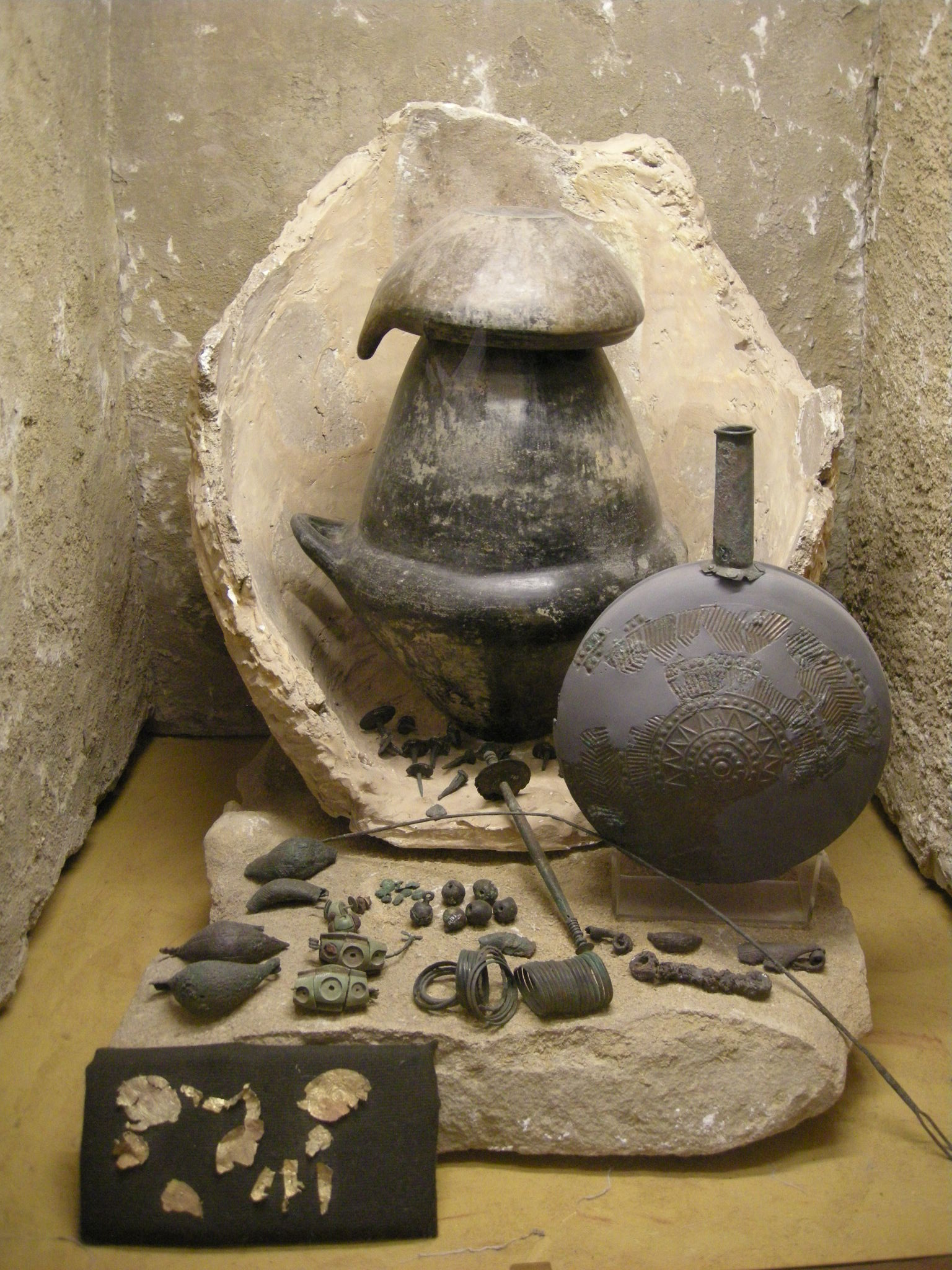
Corredo della tomba di Badia, Volterra, Museo Guarnacci

Durante la prima età del ferro, tra il X e l'VIII secolo a.C., l'aspetto villanoviano caratterizzò l'Etruria tirrenica (Toscana e Lazio), l'Emilia-Romagna (in particolare, la zona di Bologna e Verucchio nel Riminese), le Marche (Fermo), la Campania (Capua, Capodifiume, Pontecagnano, Eboli, Sala Consilina), emergendo dalla precedente cultura proto-villanoviana che si era sviluppata in ampie parti d'Italia in un'epoca grossomodo corrispondente, si ritiene, all'arrivo della seconda grande ondata di indoeuropei.
Tra Toscana, Lazio, Emilia e in alcune aree della Campania e della Pianura padana orientale gli insediamenti villanoviani paiono molto fitti, sovente ve ne sarebbe uno ogni 5–15 km, su ogni collina adatta per la difesa e posta vicino a fonti d'acqua pura, con altri insediamenti più piccoli nelle zone costiere (anche qui però piuttosto fittamente distribuiti, a occupare la maggior parte dei porti naturali, ampi tratti della costa tirrenica rimanevano però impaludati) e nelle zone montuose appenniniche (di transumanza, ma anche i principali passi della zona umbro-marchigiana e le zone montuose prossime a Perugia). Nel IX secolo a.C. gli insediamenti villanoviani sembrerebbero capillarmente distribuiti in buona parte dell'Italia centrale, piuttosto omogenei da un punto di vista della cultura materiale e diffusi, anche se sovente in maniera isolata, nell'Italia tirrenica meridionale e in varie zone dell'Italia settentrionale e adriatica.
Alcuni studiosi (tra i quali Hugh O'Neill Hencken e Mario Torelli) hanno affermato che la cultura villanoviana si sarebbe estesa dall'Etruria meridionale al resto della penisola interessata da tale civiltà, implicando così un movimento migratorio di genti dell'Etruria meridionale (Lazio) all'Etruria settentrionale (Toscana) e all'Etruria padana (area di Bologna). Altri autori (Jean-Paul Thuillier; Giuseppe Sassatelli) pensano invece che si sia trattato piuttosto di uno sviluppo parallelo senza grandi migrazioni interne.

## Villanoviana, prima fase della civiltà etrusca
Sulla base della diffusione nello stesso territorio sul quale si svilupperà poi la civiltà etrusca, la cultura villanoviana (o meglio, l'aspetto culturale villanoviano) è stata riconosciuta come una fase iniziale di questa (Massimo Pallottino).
Anche recentemente, considerato che in nessuna grande città etrusca si constata uno sconvolgimento, un cambiamento improvviso o una frattura fra l'VIII (villanoviano evoluto) e il VII secolo (orientalizzante) ma, piuttosto, una continuità, è stato ribadito (da Giovannangelo Camporeale e Jean-Paul Thuillier) che i Villanoviani possono essere considerati Etruschi e, più specificatamente, la prima fase della civiltà etrusca.
Questa teoria è stata fortemente sostenuta da Mario Torelli, anche per i protovillanoviani e sottolineando come l'area culturale villanoviana sia sovente costituita da enclave (e colonie) all'interno di aree culturali differenti, riassorbite dalle civiltà adiacenti (per esempio l'enclave di Capodifiume-Roccadaspide all'interno dell'area culturale Enotria, e divisa in zone economico-culturali diverse). Questa teoria è quella più accettata (sia pure non unica) dalla comunità scientifica, anche perché vi sono isoglosse linguistiche dell'etrusco corrispondenti ad alcuni insediamenti villanoviani (es. Volturno) e iscrizioni in caratteri etruschi arcaici in corrispondenza del villanoviano IV (secolo VII) Bolognese.

## Periodizzazione e cronologia
La cultura villanoviana è divisa in Villanoviano I dal 900 a.C. al 800 a.C. circa e il Villanoviano II dall'800 a.C. circa al 720 a.C. La fase successiva (Villanoviano II) vede cambiamenti radicali, testimonianze del contatto con la civiltà ellenica e del commercio con il nord lungo la via dell'ambra. Con l'ultima fase del Villanoviano (Villanoviano II) gli Etruschi, in particolare l'Etruria meridionale, entrano nel periodo orientalizzante. Per le aree più settentrionali del mondo etrusco, come l'Etruria padana e in particolare l'area bolognese, Villanoviano III (720-680 a.C.) e Villanoviano IV (680-540 a.C.) sono ancora oggi in uso come periodizzazione.
| Villanoviano                                         | Cronologia   |
| ---------------------------------------------------- | ------------ |
| Periodo I: Villanoviano I                            | 900-800 a.C. |
| Periodo II: Villanoviano II                          | 800-720 a.C. |
| Periodo III: Villanoviano III (per l'area bolognese) | 720-680 a.C. |
| Periodo IV: Villanoviano IV (per l'area bolognese)   | 680-540 a.C. |

## Caratteristiche

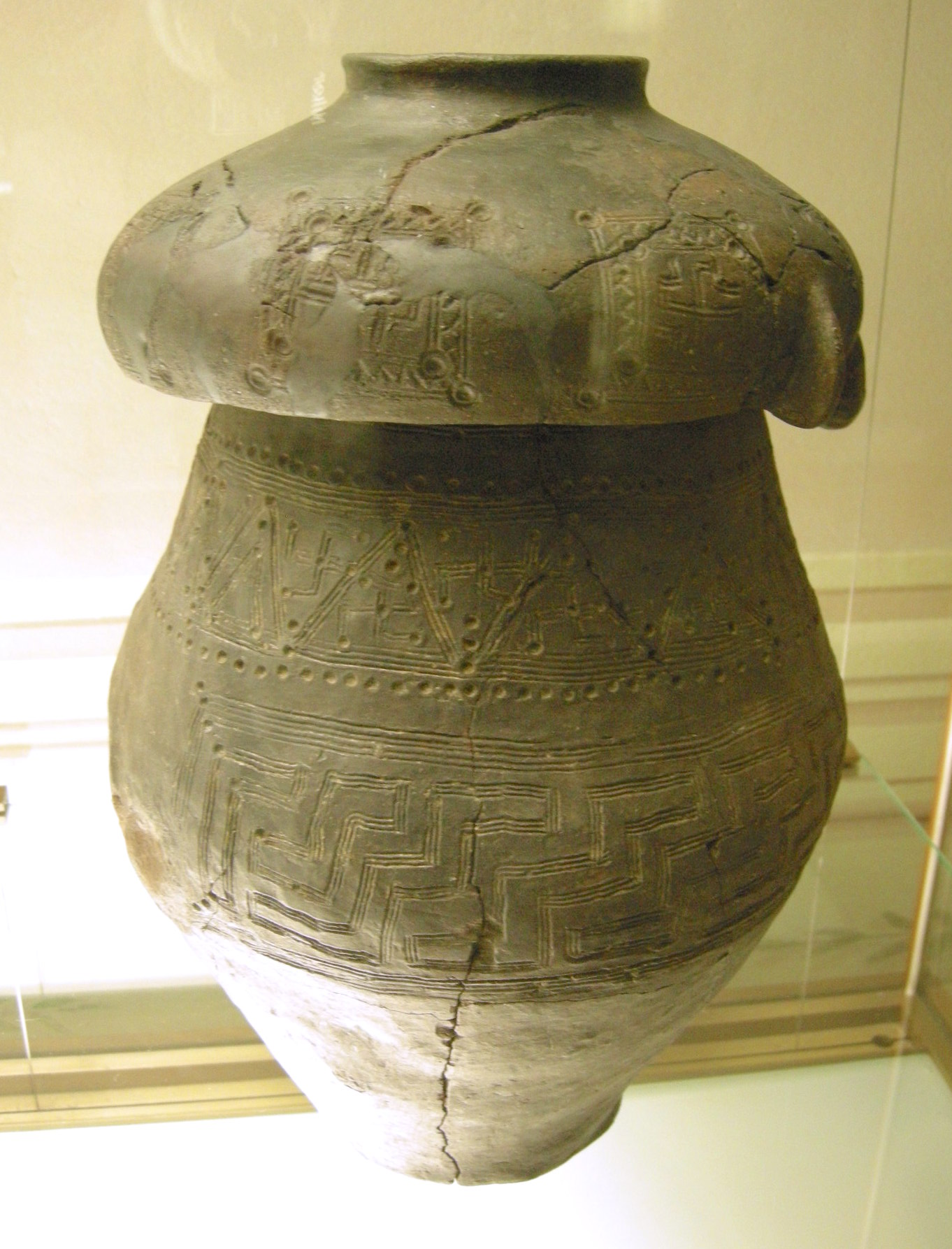
Urna cineraria biconica da Chiusi IX-VII secolo a.C.

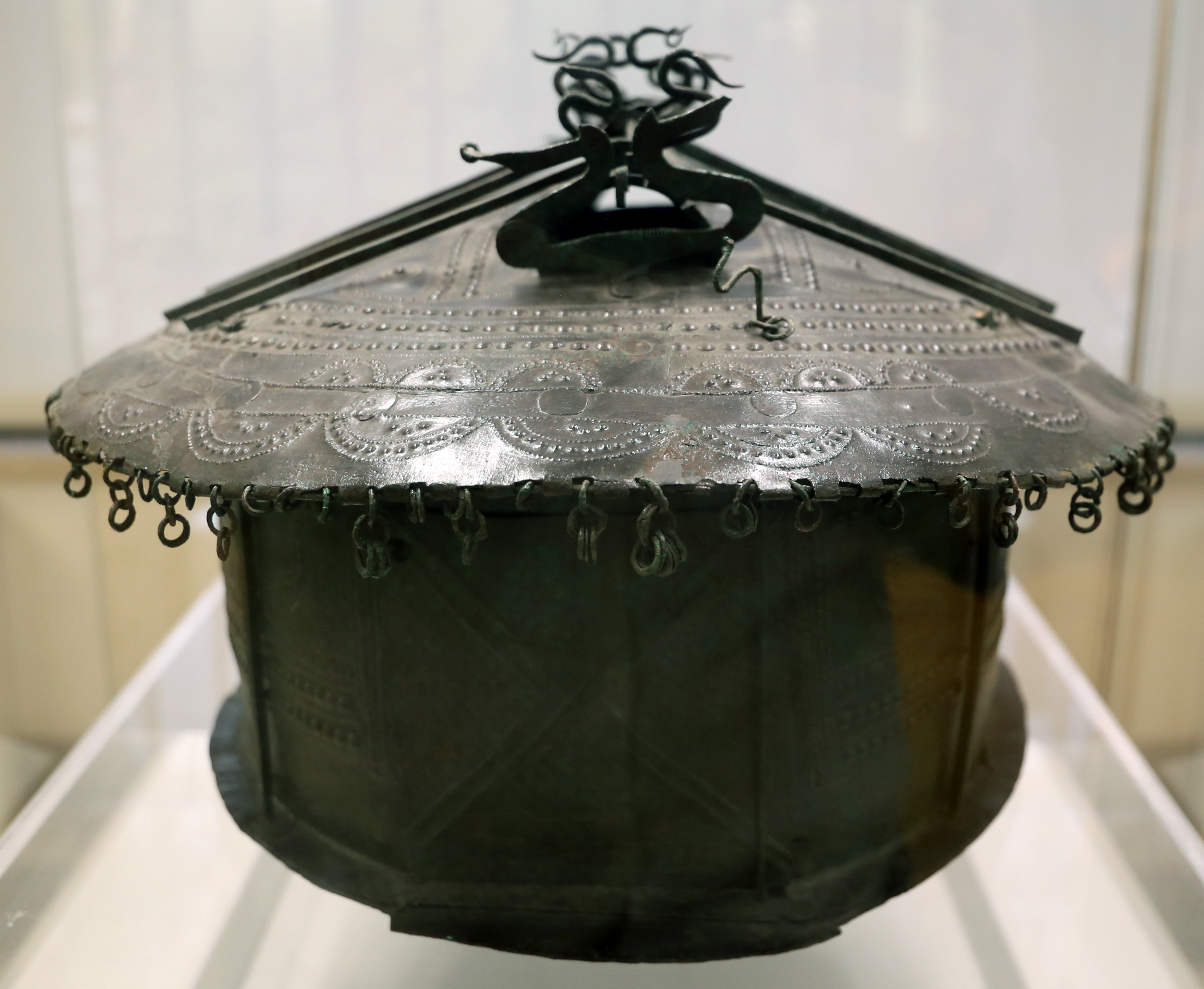
Urna a capanna dalla necropoli dell'Osteria di Vulci IX-VIII secolo a.C., Museo nazionale etrusco di Villa Giulia, Roma

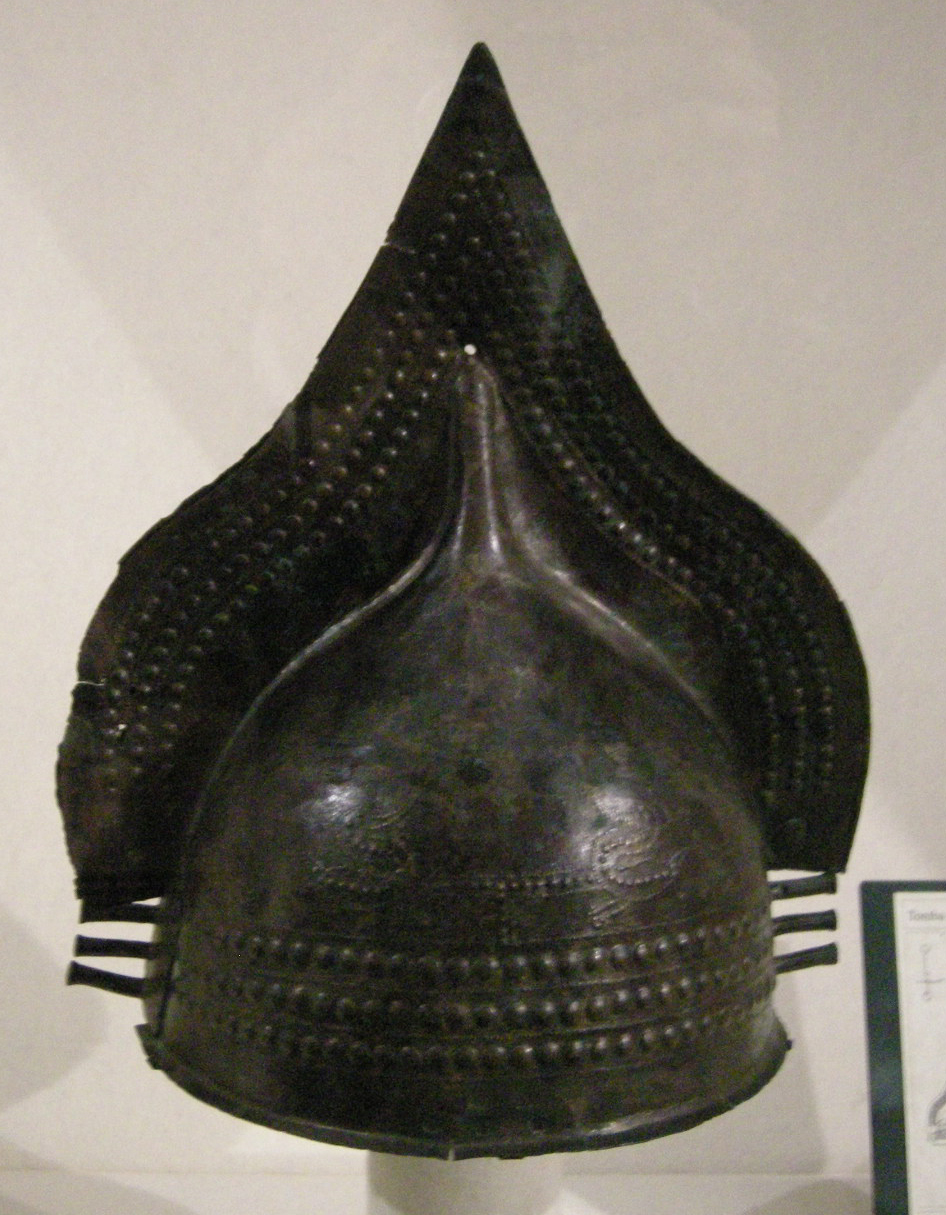
Tipico elmo crestato villanoviano, tomba del guerriero di Poggio alle Croci VIII secolo a.C., Museo Guarnacci, Volterra

La principale caratteristica della cultura villanoviana, con precedenti nel "protovillanoviano" (XII-X secolo a.C.) della fase finale dell'età del bronzo, erano le sepolture a incinerazione, nelle quali le ceneri del defunto erano ospitate in un'urna: la pratica funeraria ha somiglianze con gli aspetti della "cultura dei campi di urne" della pianura danubiana. Nelle necropoli villanoviane è però attestato anche il rito inumatorio con tombe a fossa che, a partire dagli inizi dell'VIII secolo a.C., coesiste con quello crematorio.
Nelle vicinanze degli abitati, alcuni dei quali in questo periodo assumono proporzioni senza precedenti, tanto da essere definiti centri protourbani, si trovavano le aree funerarie, caratterizzate da tombe a pozzetto (pozzi scavati le cui pareti erano eventualmente rivestite in ciottoli), tombe a fossa (destinate all'inumazione del defunto) e tombe a cassetta (dette anche a cassone, costituite da lastre di pietra). Le urne cinerarie erano costituite prevalentemente da vasi biconici, ma anche da olle, brocche biconiche (o ovoidali) e anfore. Un altro tipo di cinerario, comune all'area di cultura laziale, è l'urna a capanna, attestata nell'Etruria costiera e meridionale interna, che si ritiene fosse riservata ai pater familias. Il tipico ossuario biconico era provvisto di una o due anse orizzontali impostate sul punto di massima espansione; nel caso di vasi con due manici di cui uno spezzato, si è ipotizzato una funzione rituale (Gilda Bartoloni). Le urne cinerarie erano chiuse da scodelle rovesciate o, a volte, da elmi per alcune sepolture maschili.
Il corredo funerario poteva comprendere morsi di cavallo, rasoi lunati (con la lama a forma di mezzaluna), fibule (spille chiuse per le vesti) "serpeggianti", spilloni e armi per gli uomini, oppure elementi di cinturoni, fibule "ad arco", spirali per capelli ed elementi del telaio per le donne. Nelle deposizioni villanoviane risulta poco diffusa la presenza di elementi ceramici diversi dall'urna cineraria e dal coperchio della stessa.
La ceramica mostra forme molto varie, con le pareti spesse (per cui è necessaria una cottura ad alte temperature, che comporta una specializzazione artigianale accentuata). La decorazione è incisa, spesso con uno strumento a più punte, e i motivi sono prevalentemente geometrici.
I corredi funebri delle sepolture sia a cremazione che a inumazione, riferite al villanoviano evoluto, si presentano più abbondanti e lussuosi di quelli del villanoviano antico: col passare del tempo si cominciano a cogliere in essi i segni di una stabile differenziazione sociale.
I Villanoviani vivevano in villaggi, costituiti da gruppi radi di capanne, con aree di uso comune come orti, recinti per gli animali e fornaci. Le capanne, per quanto è dato evincere dalle fonti archeologiche, iconografiche e materiali come le urne cinerarie conformate a capanna, avevano pianta prevalentemente circolare e più raramente rettangolare, quadrata o ellittica. Erano costruite con materiali facilmente reperibili, come il legno, l'argilla e le canne palustri. Avevano all'interno un focolare centrale ed erano arredate. Un abbaino sul tetto faceva defluire il fumo del focolare.
La società villanoviana era inizialmente dedita all'agricoltura e all'allevamento, ma progressivamente le attività artigianali specializzate (particolarmente la metallurgia e la ceramica) generarono accumulo di ricchezza e favorirono la stratificazione sociale.

## Insediamenti

Urna da Tarquinia con copertura ceramica a elmo, IX secolo a.C., Museo archeologico nazionale di Firenze

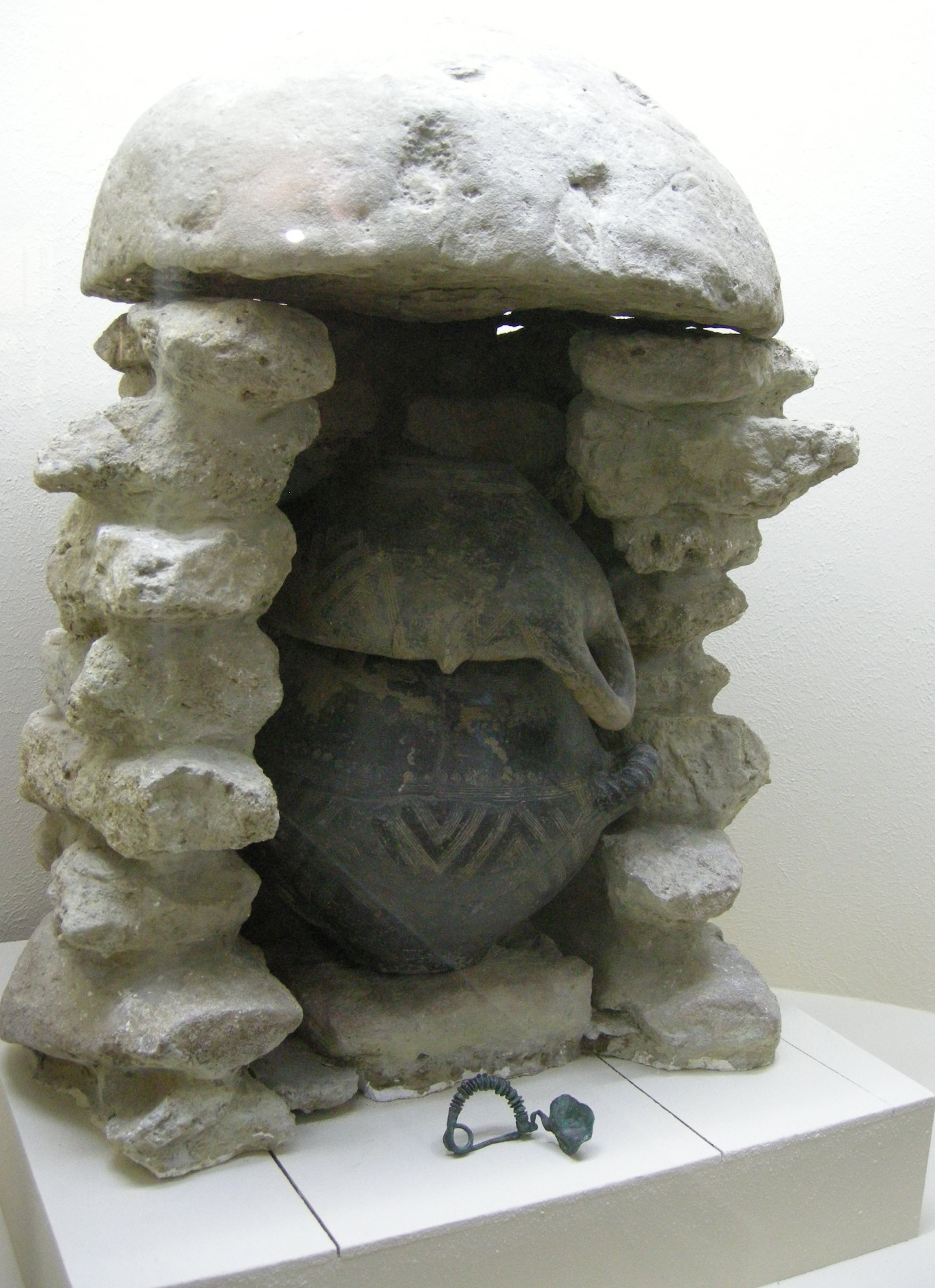
Tomba villanoviana dalla necropoli delle Ripaie IX secolo a.C., Museo Guarnacci di Volterra

Non sono chiari i rapporti della cultura villanoviana e protovillanoviana con quella delle terramare, sviluppatasi nell'età del bronzo (seconda metà del II millennio a.C.) nella pianura padana, che ugualmente praticava il rito dell'incinerazione, ma con cui manca ogni continuità negli insediamenti. I villaggi terramaricoli vengono abbandonati nel XII secolo a.C. per ragioni ancora sconosciute, mentre gli insediamenti villanoviani risalgono al IX secolo a.C. e quelli protovillanoviani all'XII secolo a.C.
Tuttavia risalendo nel tempo, nella zona geografica occupata nella prima età del ferro dai gruppi portatori dell'aspetto villanoviano, nella tarda e nella piena età del bronzo si riconosce già una presenza permanente di gruppi organizzati sulla base di un rapporto stabile tra insediamenti e territorio. Numerosi abitati occupati nelle fasi non avanzate della media età del bronzo (intorno al XVII secolo a.C.) prosperano attraverso le successive fasi del Bronzo Medio 3 (aspetto stilistico "appenninico"), del Bronzo Recente (aspetto subappenninico del XII secolo a.C.) e del Bronzo Finale.
Successivamente le popolazioni tendono ad abbandonare gli altopiani sui quali si erano stanziate nel periodo precedente con finalità essenzialmente difensive, privilegiando pianori e colline adiacenti per poter meglio sfruttare le risorse agricole e minerarie. Gli insediamenti si caratterizzano per una maggior concentrazione e per la loro collocazione in prossimità di vie di comunicazioni naturali e di approdi fluviali, lacustri e marittimi.
In Toscana e nel Lazio settentrionale la progressiva crescita demografica e la vicenda dei rapporti, spesso non pacifici, tra i centri abitati protostorici, portò alla nascita di grandi centri abitati, per "sinecismo" (aggregazione) di villaggi anche non vicini tra loro. A partire dal IX secolo a.C. si posero così le basi di quelle che sarebbero state le grandi città etrusche di epoca storica, come Volterra, Chiusi, Vetulonia, Orvieto, Vulci, Roselle, Tarquinia, Cerveteri, Veio. Dal IX all'VIII secolo a.C., specie a causa del successo del nuovo sistema economico e produttivo, si accentuò la consistenza della popolazione di questi grandi centri "protourbani", che occupavano vaste aree unitariamente delimitate, mentre i diversi gruppi familiari seppellivano i defunti in luoghi posti al di fuori dei limiti dell'abitato e che nel loro insieme formavano una vasta "necropoli". I grandi abitati centrali divennero importanti nodi sulle vie di comunicazione e, controllando territori piuttosto estesi (nell'ordine dei 1000 km²), spesso con piccoli abitati satelliti in corrispondenza dei confini, dettero luogo alla prima forma di stato della penisola.
In Campania insieme alla cultura villanoviana ("villanoviano meridionale") si sviluppò, agli inizi dell'età del ferro, la cultura delle tombe a fossa, caratterizzata dal rito dell'inumazione.
Nel settore padano gli insediamenti prosperano anche grazie al commercio con le regioni più settentrionali (in particolare l'ambra dal mar Baltico). Il centro più importante sembra essere Verucchio, in Romagna. Nell'area medio adriatica, anche a Fermo, nelle Marche. Tracce di insediamenti sono presenti a Carpi, a Bologna, a Marzabotto e nella zona di Modena (Castelfranco, Cognento e Savignano sul Panaro).

## Genetica
Uno studio genetico, pubblicato sulla rivista internazionale Science nel novembre 2019, ha esaminato i resti di una donna rinvenuta nella necropoli di Grotta Gramiccia nei pressi di Veio, e datata tra il 900 e l'800 a.C., e archeologicamente inquadrata nella cultura villanoviana. Le analisi hanno mostrato come il suo aplogruppo di DNA mitocondriale fosse K1a4, e il suo DNA autosomico fosse una miscela del 72,9% di ascendenza dell'età del rame (EEF + WHG) e del 27,1% di ascendenza legata alle steppe occidentali tra Ucraina e Russia. Il suo profilo genetico è risultato del tutto simile a campioni etruschi di età orientalizzante sia dal Lazio che dalla Toscana, e ai campioni di individui latini del Latium vetus della prima età del ferro. Lo studio ha trovato evidenza di consanguineità di questo campione con un campione etrusco di epoca orientalizzante (700-600 a.C.) dalla necropoli etrusca di La Mattonara vicino a Civitavecchia.